# Livejournal
Livejournal, LJ, är en Internetmötesplats, ett social nätverk, som ägs av SUP Media. På Livejournal kan Internetanvändare hysa en blogg eller en dagbok.  Många politiskt-socialt initierade och/eller intresserade kan också använda sig av detta nätverk för att lämna politiska, sociala eller ekonomiska kommentarer, och detta sker i samarbete med den politiskt oberoende nättidningen Gazeta.ru (som också den ägs av moderbolaget SUP Media). Som när det gäller andra sociala nätverk finns det ett brett utbud av offentliga personer som använder sig av Livejournal. Särskilt ryska medborgare nyttjar nätverket.
Den startades den 15 april 1999 av Brad Fitzpatrick för att hålla sina high school-kamrater uppdaterade om hans aktiviteter . I januari 2005 köpte bloggmjukvaruföretaget Six Apart upp Danga Interactive, företaget som skötte sidan, från Brad Fitzpatrick.